# Turrón

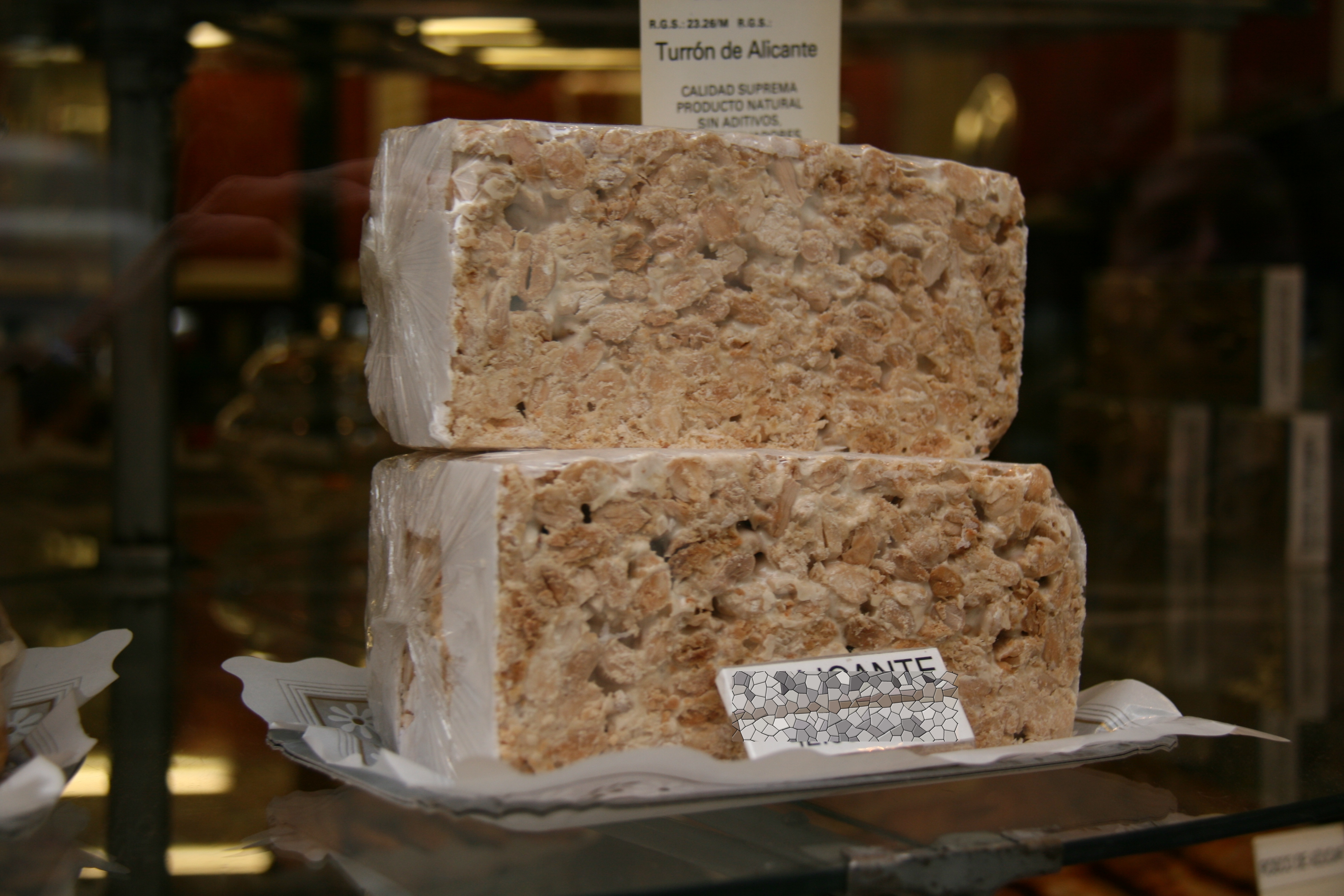
Turrón de Alicante

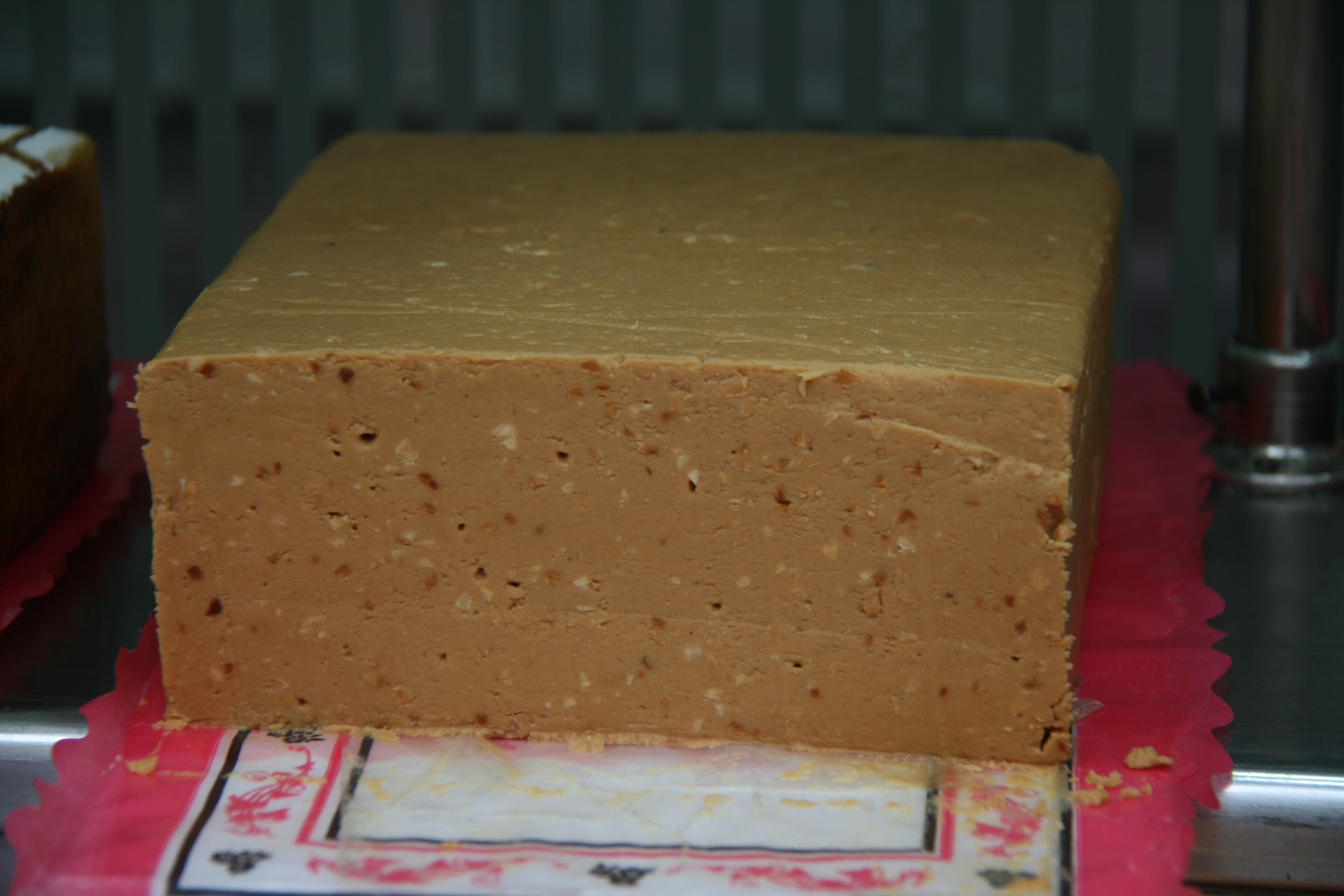
Turrón de Jijona

A turrón jellegzetes spanyol édesség, mely mézből, cukorból, tojásfehérjéből és apróra vágott vagy darált pirított mandulából, vagy egyéb diófélékből készül. Általában négyszögletű formába készítik, de előfordul, hogy kerek formájú az édesség. Több országban is elterjedtek a különböző fajtái, például Olaszországban, Peruban és a Fülöp-szigeteken. Létezik csokoládéval bevont turrón, ami bonbon formájú.
A legrégebbi receptje a 16. századból származik, a Manual de Mujeres kézikönyvben.
Közép-európai országokban az édesség egyik fajtáját törökméznek nevezik.
Különösen nevezetes az alicantei és a jijonai turrón (ez utóbbi lajstromozott eredetmegjelölés).

## Fordítás
- Ez a szócikk részben vagy egészben a Turrón című angol Wikipédia-szócikk fordításán alapul.  Az eredeti cikk szerkesztőit annak laptörténete sorolja fel. Ez a jelzés csupán a megfogalmazás eredetét és a szerzői jogokat jelzi, nem szolgál a cikkben szereplő információk forrásmegjelöléseként.